# 의성우체국
의성우체국은 경상북도 의성군 전역을 관할하는 경북지방우정청 소속 우체국이다.

## 기본 정보
- 우편번호: 769-800
- 주소: 경상북도 의성군 의성읍 중앙길 60

## 연혁
- 1906년 12월 1일: 의성우편소 개소
- 1945년 10월 23일: 한국인 국장으로의 시작
- 1949년 8월 13일: 의성우체국으로 개칭
- 1989년 1월 1일: 편제개편 (서무계,지도계,우편계)
- 1990년 8월 23일: 의성우체국 현청사 개축 이전
- 1997년 7월 1일: 편제개편(업무과,관리과,지도실)
- 2001년 5월 1일: 편제개편(영업과,우편물류과,마케팅과지원실), 집배광역화를 위해 의성군 봉양면, 가음면, 춘산면 우편구역을 탑리우체국으로 통합[1]
- 2003년 7월 7일: 편제개편(영업과,우편물류과,경영지도실)
- 2012년 9월 1일: 탑리우체국을 의성탑리우체국으로, 안계우체국을 의성안계우체국으로, 다인우체국을 의성다인우체국으로, 안평우체국을 의성안평우체국으로, 구천우체국을 의성구천우체국으로 명칭 변경[2]
- 2014년 1월 1일: 우편구역을 다음과 같이 고시[3]

| 배달국         | 배달구역                                                     | 구역번호                    |
| -------------- | ------------------------------------------------------------ | --------------------------- |
| 의성우체국     | 의성읍, 단촌면 · 사곡면 · 옥산면 · 점곡면                    | 37320 ~ 37347               |
| 의성안계우체국 | 안계면 · 안사면 · 구천면 · 다인면 · 단밀면 · 단북면 · 비안면 | 37300 ~ 37313 37364 ~ 37375 |
| 의성안평우체국 | 안평면 · 신평면                                              | 37314 ~ 37319               |
| 의성탑리우체국 | 가음면 · 금성면 · 봉양면 · 춘산면                            | 37348 ~ 37363               |

- 2018년 2월 28일: 의성안사우체국 폐국[4]
- 2018년 3월 2일: 안사출장소 신설[4]
- 2018년 7월 2일: 의성군 안평면, 신평면 우편구역을 의성안평우체국에서 의성우체국으로 변경[5]

| 배달국         | 배달구역                                                     |
| -------------- | ------------------------------------------------------------ |
| 의성우체국     | 의성읍 · 단촌면 · 사곡면 · 옥산면 · 점곡면 · 안평면 · 신평면 |
| 의성안계우체국 | 안계면 · 안사면 · 구천면 · 다인면 · 단밀면 · 단북면 · 비안면 |
| 의성탑리우체국 | 가음면 · 금성면 · 봉양면 · 춘산면                            |

- 2018년 11월 1일: 안사출장소 폐국[6]
- 2021년 1월 4일 : 의선신평우체국 별정우체국 폐국[7]
- 2021년 3월 1일 : 우편구역을 다음과 같이 고시[8]

| 배달국         | 배달구역                                                     | 구역번호                    |
| -------------- | ------------------------------------------------------------ | --------------------------- |
| 의성우체국     | 의성읍 · 단촌면 · 사곡면 · 옥산면 · 점곡면 · 안평면 · 신평면 | 37314 ~ 37319 37320 ~ 37347 |
| 의성안계우체국 | 안계면 · 안사면 · 구천면 · 다인면 · 단밀면 · 단북면 · 비안면 | 37300 ~ 37313 37364 ~ 37375 |
| 의성탑리우체국 | 가음면 · 금성면 · 봉양면 · 춘산면                            | 37348 ~ 37363               |

- 2021년 9월 1일 : 의성구천우체국이 의성안계우체국과 통폐합되어 폐국[9], 의성구천우편취급국 신설[10]

## 관할 우체국
| 우체국명              | 사진 | 주소                                                 | 비고                                                        |
| --------------------- | ---- | ---------------------------------------------------- | ----------------------------------------------------------- |
| 의성가음우체국        |      | 경상북도 의성군 가음면 금성현서로 471(장3리 1340-2)  |                                                             |
| 의성구천우체국        |      | 경상북도 의성군 구천면 소보안계로 1619(유산리 514-3) | 2012년 9월 1일 구천우체국에서 명칭 변경 2021년 9월 1일 폐국 |
| 의성구천우편취급국    |      | 경상북도 의성군 구천면 소보안계로 1619 (유산리)      | 2021년 9월 1일 신설                                         |
| 의성다인우체국        |      | 경상북도 의성군 다인면 서릉1길 6(서릉리 85-2)        | 2012년 9월 1일 다인우체국에서 명칭 변경                     |
| 의성단밀우체국        |      | 경상북도 의성군 단밀면 중동단밀로 963                |                                                             |
| 의성단북우체국        |      | 경상북도 의성군 단북면 중련길 6-1(이연리 707-6)      |                                                             |
| 의성단촌우체국        |      | 경상북도 의성군 단촌면 장터길 20(하화리 1122-5)      |                                                             |
| 의성봉양우체국        |      | 경상북도 의성군 봉양면 도리원3길 5(화전리 130-1)     |                                                             |
| 의성비안우체국        |      | 경상북도 의성군 비안면 강변길 94(이두리 298-12)      | 2024년 6월 30일 봉앙우체국과 통합으로 폐국                  |
| 의성사곡우체국        |      | 경상북도 의성군 사곡면 의성사곡로 967(양지리 550-5)  |                                                             |
| 의성신평우체국        |      | 경상북도 의성군 신평면 봉호로 2446-2(교안리755-3)    | 2021년 1월 4일 폐국                                         |
| 의성안계우체국        |      | 경상북도 의성군 안계면 안계시장길 54(용기리 842-7)   | 2012년 9월 1일 안계우체국에서 명칭 변경                     |
| 의성안사우체국        |      | 경상북도 의성군 안사면 안사3길 27(안사리 731-6)      | 2018년 2월 28일 폐국                                        |
| 의성우체국 안사출장소 |      | 경상북도 의성군 안사면 안사3길 27(안사리 731-6)      | 2018년 3월 2일 신설 2018년 11월 1일 폐국                    |
| 의성안평우체국        |      | 경상북도 의성군 안평면 봉호로 918(박곡리 950-9)      | 2012년 9월 1일 안평우체국에서 명칭 변경                     |
| 의성옥산우체국        |      | 경상북도 의성군 옥산면 입암1길 47(입암리 725)        |                                                             |
| 의성점곡우체국        |      | 경상북도 의성군 점곡면 점곡길 79(서변리 103-1)       |                                                             |
| 의성춘산우체국        |      | 경상북도 의성군 춘산면 옥정2길 7(옥정1리 402-3)      |                                                             |
| 의성탑리우체국        |      | 경상북도 의성군 금성면 탑리길 77(대리리119-2)        | 2012년 9월 1일 탑리우체국에서 명칭 변경                     |

## 조직
- 경영지도실
- 영업과
- 우편물류과